# Club Deportivo Murchante
El Club Deportivo Murchante es un club de fútbol de España de la localidad de Murchante en Navarra. 
Ha disputado 13 temporadas en Tercera División de España - Grupo XV.

## Historia
Mediados los años 30 aparecen los primeros datos sobre un club de fútbol en la localidad de Murchante; en el terreno de "Charas" para hacer el campo. No había obligación de federarse, ni había que hacer ficha a los jugadores.

En el año 1962 el equipo se trasladó a un nuevo campo de fútbol, lo que hoy conocemos como la "bascula", hasta el año 1964 que desapareció el club en la localidad.
Después de varios años sin equipo de fútbol en la localidad en el año 1975 se inscribió el equipo en Segunda Regional de Navarra.
Sería en 1997 con José Ignacio Berrozpe como presidente y Luis Jiménez como entrenador cuando se alcanzó el ascenso a Tercera División en un partido a doble vuelta con el C.D. Berceo. Esta primera andadura en categoría Nacional duraría dos años. En 2003/04 vuelve a esta categoría y en 2004/05 consigue su mejor clasificación al quedar 5.º del grupo XV.
En la temporada 2013/14 desciende a la Preferente de Navarra, consiguiendo el ascenso a la Primera Autonómica de Navarra la temporada siguiente.